# Saison 2024-2025 du Stade brestois 29
Maillots
Dernière mise à jour : 15 août 2024.
Chronologie
Saison précédente Saison suivante
La saison 2024-2025 du Stade brestois 29, club de football français, voit l'équipe évoluer en Ligue 1 pour la 19e fois de son histoire, ainsi qu'en Ligue des champions de l'UEFA pour la 1re fois.
Le Stade brestois a fini 3e du classement de la Ligue 1 Uber Eats 2023-2024. Ce classement historique a permis au club de décrocher sa première qualification en coupe d'Europe. Brest participe ainsi, pour la saison 2024-2025, à la phase de ligue de la Ligue des champions de l'UEFA
Le club évolue pour une 6e saison consécutive en Ligue 1 depuis sa dernière montée à l'issue de la saison 2018-2019.

## Transferts

### Été 2024
Prolongations :
| Joueurs            | Nationalité | Poste     | Club              | Pays   | Division | Durée       |
| ------------------ | ----------- | --------- | ----------------- | ------ | -------- | ----------- |
| Grégoire Coudert   | France      | Gardien   | Stade brestois 29 | France | Ligue 1  | 1 an (2027) |
| Brendan Chardonnet | France      | Défenseur | Stade brestois 29 | France | Ligue 1  | 1 an (2026) |

Détails des transferts de la période estivale - Départs :
| Joueurs            | Nationalité       | Poste     | Club                   | Pays       | Division       | Durée                                                  |
| ------------------ | ----------------- | --------- | ---------------------- | ---------- | -------------- | ------------------------------------------------------ |
| Martin Satriano    | Uruguay           | Attaquant | Inter Milan            | Italie     | Serie A        | Retour de prêt                                         |
| Kamory Doumbia     | Mali              | Milieu    | Stade de Reims         | France     | Ligue 1        | Retour de prêt                                         |
| Billal Brahimi     | Algérie           | Attaquant | OGC Nice               | France     | Ligue 1        | Retour de prêt                                         |
| Julien Le Cardinal | France            | Défenseur | RC Lens                | France     | Ligue 1        | Retour de prêt                                         |
| Jordan Amavi       | France            | Défenseur | Olympique de Marseille | France     | Ligue 1        | Retour de prêt                                         |
| Antonin Cartillier | France            | Défenseur | AS Monaco              | France     | Ligue 1        | Retour de prêt                                         |
| Lilian Brassier    | France            | Défenseur | Olympique de Marseille | France     | Ligue 1        | Prêt avec option d'achat obligatoire (11M)             |
| Adrien Lebeau      | France            | Défenseur | FC Hansa Rostock       | Allemagne  | 3. Liga        | Libre                                                  |
| Steve Mounié       | Bénin             | Attaquant | FC Ausbourg            | Allemagne  | Bundesliga     | Libre - contrat de 4 ans                               |
| Yan Marillat       | France            | Gardien   | FC Martigues           | France     | Ligue 2        | Libre                                                  |
| Taïryk Arconte     | France            | Attaquant | Pau FC                 | France     | Ligue 2        | Transfert (600k€ bonus compris) - contrat de 3 ans     |
| Josué Escartin     | France RD Congo   | Défenseur | Red Star               | France     | Ligue 2        | Résiliation (avec un pourcentage de la future revente) |
| Karamoko Dembélé   | Angleterre Écosse | Attaquant | Queens Park Rangers    | Angleterre | Championship   | Prêt avec option d'achat                               |
| Achraf Dari        | Maroc             | Défenseur | Al Ahly Sporting Club  | Égypte     | Premier League | Transfert (1,6 M€) - contrat de 4 ans                  |
| Jérémy Le Douaron  | France            | Attaquant | Palerme FC             | Italie     | Serie B        | Transfert (4 M€) - contrat de 5 ans                    |
| Hianga'a Mbock     | France            | Milieu    | Red Star               | France     | Ligue 2        | Prêt sans option d'achat                               |

Détails des transferts de la période estivale - Arrivées :
| Joueurs             | Nationalité       | Poste     | Club                          | Pays       | Division           | Durée                                               |
| ------------------- | ----------------- | --------- | ----------------------------- | ---------- | ------------------ | --------------------------------------------------- |
| Achraf Dari         | Maroc             | Défenseur | Royal Charleroi Sporting Club | Belgique   | Jupiler Pro League | Retour de prêt                                      |
| Hianga'a Mbock      | France            | Milieu    | SM Caen                       | France     | Ligue 2            | Retour de prêt                                      |
| Taïryk Arconte      | France            | Attaquant | Rodez Aveyron Football        | France     | Ligue 2            | Retour de prêt                                      |
| Karamoko Dembélé    | Angleterre Écosse | Attaquant | Blackpool                     | Angleterre | League One         | Retour de prêt                                      |
| Josué Escartin      | France RD Congo   | Défenseur | AC Ajaccio                    | France     | Ligue 2            | Retour de prêt                                      |
| Noah Jauny          | Irlande           | Gardien   | Stade brestois 29             | France     | Ligue 1            | Premier contrat professionnel - 1 an + option 2 ans |
| Julien Le Cardinal  | France            | Défenseur | RC Lens                       | France     | Ligue 1            | Transfert (1,7M) - 3 ans                            |
| Abdoulaye Ndiaye    | Sénégal           | Défenseur | ESTAC Troyes                  | France     | Ligue 2            | Prêt de 1 an avec option d'achat (9M)               |
| Ludovic Ajorque     | France            | Attaquant | FSV Mayence                   | Allemagne  | Bundesliga         | Transfert (4M) - contrat de 3 ans                   |
| Jordan Amavi        | France            | Défenseur | Olympique de Marseille        | France     | Ligue 1            | Résiliation - contrat de 1 an + option 1 an         |
| Romain Faivre       | France            | Milieu    | AFC Bournemouth               | Angleterre | Premier League     | Prêt de 1 an sans option d'achat                    |
| Abdallah Sima       | Sénégal           | Attaquant | Brighton & Hove Albion        | Angleterre | Premier League     | Prêt de 1 an sans option d'achat                    |
| Soumaïla Coulibaly  | France            | Défenseur | Borussia Dortmund             | Allemagne  | Bundesliga         | Prêt de 1 an sans option d'achat                    |
| Ibrahim Salah       | Maroc             | Attaquant | Stade rennais FC              | France     | Ligue 1            | Prêt de 1 an sans option d'achat                    |
| Massadio Haïdara    | Mali              | Défenseur | RC Lens                       | France     | Ligue 1            | Libre - contrat de 1 an                             |
| Kamory Doumbia      | Mali              | Milieu    | Stade de Reims                | France     | Ligue 1            | Transfert - contrat de 5 ans                        |
| Mama Baldé          | Guinée-Bissau     | Attaquant | Olympique lyonnais            | France     | Ligue 1            | Transfert - contrat de 3 ans                        |
| Edimilson Fernandes | Suisse            | Milieu    | FSV Mayence                   | Allemagne  | Bundesliga         | Prêt de 1 an                                        |

### Hiver 2025
Prolongations :
| Joueurs      | Nationalité | Poste     | Club              | Pays   | Division | Durée |
| ------------ | ----------- | --------- | ----------------- | ------ | -------- | ----- |
| Kenny Lala   | France      | Défenseur | Stade brestois 29 | France | Ligue 1  | 2 ans |
| Mahdi Camara | France      | Milieu    | Stade brestois 29 | France | Ligue 1  | 1 an  |

Détails des transferts de la période hivernale - Départs :
| Joueurs         | Nationalité | Poste     | Club            | Pays   | Division | Durée                                      |
| --------------- | ----------- | --------- | --------------- | ------ | -------- | ------------------------------------------ |
| Axel Camblan    | France      | Attaquant | Valenciennes FC | France | National | Prêt de 6 mois sans option d’achat         |
| Lilian Brassier | France      | Défenseur | Rennes FC       | France | Ligue 1  | Prêt avec option d'achat obligatoire (12M) |

Détails des transferts de la période hivernale - Arrivées :
| Joueurs          | Nationalité | Poste     | Club                   | Pays   | Division | Durée                        |
| ---------------- | ----------- | --------- | ---------------------- | ------ | -------- | ---------------------------- |
| Lilian Brassier  | France      | Défenseur | Olympique de Marseille | France | Ligue 1  | Prêt rompu                   |
| Justin Bourgault | France      | Défenseur | US Concarneau          | France | National | Transfert - contrat de 4 ans |

## Préparation d'avant-saison
Les Brestois reprennent le chemin de l'entraînement le mardi 2 juillet et auront au programme un stage du samedi 13 au vendredi 19 juillet à Crouesty (56). Ils effectueront plusieurs matchs amicaux avant la première journée du championnat programmée le week-end du 16 au 18 août.
Cinq matchs amicaux sont d’ores et déjà définis : 
- Le vendredi 12 juillet à 18 h à Cléder face à Avranches (N2).
- Le samedi 20 juillet à 17h à Lochrist face à Lorient (L2)
- Le mercredi 24 juillet à 18 h à Dinan face à Laval (L2).
- Le mercredi 31 juillet à 20h à Castel di Sangro face à Naples (Italie)
- Le samedi 3 août à 21 h à Pescara face à la Juventus (Italie)
- Le samedi 10 août à 17h à Newcastle face à Newcastle (Royaume-uni)

## Compétitions

### Liste des matchs officiels
|    | Jour | Date         | Heure  | Compétition         | Journée               | Adversaire             | Lieu | Score | Place             | Affluence |
| -- | ---- | ------------ | ------ | ------------------- | --------------------- | ---------------------- | ---- | ----- | ----------------- | --------- |
| 1  | sam. | 17 août      | 17:00  | Ligue 1             | 1                     | Olympique de Marseille | D    | 1 - 5 | 18e               | 14 962    |
| 2  | dim. | 25 août      | 15:00  | Ligue 1             | 2                     | RC Lens                | E    | 2 - 0 | 18e               | 37 435    |
| 3  | sam. | 31 août      | 17:00  | Ligue 1             | 3                     | AS Saint-Étienne       | D    | 4 - 0 | 12e               | 14 885    |
| 4  | dim. | 14 septembre | 21:00  | Ligue 1             | 4                     | Paris SG               | E    | 3 - 1 | 14e               | 47 000    |
| 5  | jeu. | 19 septembre | 21:00  | Ligue des Champions | 1re journée           | Sturm Graz             | D    | 2 - 1 | 13e               | 14 518    |
| 6  | dim. | 22 septembre | 17:00  | Ligue 1             | 5                     | Toulouse FC            | D    | 2 - 0 | 11e               | 14 580    |
| 7  | ven. | 27 septembre | 21:00  | Ligue 1             | 6                     | AJ Auxerre             | E    | 3 - 0 | 13e               | 15 381    |
| 8  | mar. | 1er octobre  | 18:45  | Ligue des Champions | 2e journée            | RB Salzbourg           | E    | 0 - 4 | 2e                | 20 232    |
| 9  | dim. | 6 octobre    | 17:00  | Ligue 1             | 7                     | Havre AC               | D    | 2 - 0 | 11e               | 14 572    |
| 10 | sam. | 19 octobre   | 17:00  | Ligue 1             | 8                     | Stade Rennais FC       | D    | 1 - 1 | 11e               | 15 099    |
| 11 | mar. | 22 octobre   | 18:45  | Ligue des Champions | 3e journée            | Bayer Leverkusen       | D    | 1 - 1 | 5e                | 15 510    |
| 12 | sam. | 26 octobre   | 19:00  | Ligue 1             | 9                     | Stade de Reims         | E    | 1 - 2 | 10e               | 17 112    |
| 13 | sam. | 2 novembre   | 19:00  | Ligue 1             | 10                    | OGC Nice               | D    | 0 - 1 | 11e               | 14 534    |
| 14 | mar. | 5 novembre   | 21:00  | Ligue des Champions | 4e journée            | Sparta Prague          | E    | 1 - 2 | 4e                | 18 033    |
| 15 | dim. | 10 novembre  | 17:00  | Ligue 1             | 11                    | Montpellier HSC        | E    | 3 - 1 | 12e               | 12 936    |
| 16 | dim. | 24 novembre  | 19:00  | Ligue 1             | 12                    | AS Monaco              | E    | 3 - 2 | 12e               | 5 721     |
| 17 | mar. | 26 novembre  | 21:00  | Ligue des Champions | 5e journée            | FC Barcelone           | E    | 3 - 0 | 11e               | 46 317    |
| 18 | sam. | 30 novembre  | 19:00  | Ligue 1             | 13                    | RC Strasbourg          | D    | 3 - 1 | 11e               | 14 600    |
| 19 | dim. | 6 décembre   | 19:00  | Ligue 1             | 14                    | LOSC Lille             | E    | 3 - 1 | 11e               | 38 128    |
| 20 | mar. | 10 décembre  | 21:00  | Ligue des Champions | 6e journée            | PSV Eindhoven          | D    | 1 - 0 | 7e                | 15 778    |
| 21 | dim. | 15 décembre  | 17:00  | Ligue 1             | 15                    | FC Nantes              | D    | 4 - 1 | 11e               | 15 019    |
| 22 | sam. | 21 décembre  | 15:30  | Coupe de France     | 1/32 de finale        | La Roche VF            | E    | 0 - 1 | 0 - 1             |           |
| 23 | dim. | 5 janvier    | 15:00  | Ligue 1             | 16                    | Angers SCO             | E    | 2-0   | 12e               | 12 691    |
| 24 | sam. | 11 janvier   | 17:00  | Ligue 1             | 17                    | Olympique Lyonnais     | D    | 2-1   | 11e               | 14 735    |
| 25 | mer. | 15 janvier   | 18:30  | Coupe de France     | 1/16 de finale        | FC Nantes              | D    | 2-1   | 2-1               | 11 581    |
| 26 | sam. | 18 janvier   | 19:00  | Ligue 1             | 18                    | Stade Rennais FC       | E    | 1-2   | 9e                | 28 238    |
| 27 | mar. | 21 janvier   | 18:45  | Ligue des Champions | 7e journée            | Chakhtar Donetsk       | E    | 2-0   | 13e               | 15 282    |
| 28 | dim. | 26 janvier   | 15:00  | Ligue 1             | 19                    | Havre AC               | E    | 0-1   | 8e                | 17 898    |
| 29 | mer. | 29 janvier   | 21:00  | Ligue des Champions | 8e journée            | Real Madrid            | D    | 0-3   | 18e               | 15 405    |
| 30 | sam. | 1er février  | 17:00  | Ligue 1             | 20                    | Paris SG               | D    | 2-5   | 8e                | 15 040    |
| 31 | mar. | 4 février    | 19:00  | Coupe de France     | 1/8 de finale         | ESTAC Troyes           | E    | 1-2   | 1-2               | 4 500     |
| 32 | dim. | 9 février    | 17:00* | Ligue 1             | 21                    | FC Nantes              | E    | 0-2   | 8e                | 25 050    |
| 33 | mar. | 11 février   | 18:45  | Ligue des Champions | 1/16 de finale Aller  | Paris SG               | D    | 0-3   | 0-3               | 15 831    |
| 34 | dim. | 16 février   | 17:00  | Ligue 1             | 22                    | AJ Auxerre             | D    | 2-2   | 9e                | 12 525    |
| 35 | mer. | 19 février   | 21:00  | Ligue des Champions | 1/16 de finale Retour | Paris SG               | E    | 7-0   | score cumulé:0-10 | 47 211    |
| 36 | dim. | 23 février   | 17:00  | Ligue 1             | 23                    | RC Strasbourg          | E    | 0-0   | 9e                | 19 108    |
| 37 | mer  | 26 février   | 19:00  | Coupe de France     | 1/8 de finale         | USL Dunkerque          | D    | 2-3   | 2-3               | 14 806    |
| 38 | dim. | 2 mars       | 17:00  | Ligue 1             | 24                    | Olympique Lyonnais     | E    | 2-1   | 10e               | 47 804    |
| 39 | dim. | 9 mars       | 17:00  | Ligue 1             | 25                    | Angers SCO             | D    | 2-0   | 9e                | 14 612    |
| 40 | dim. | 16 mars      | 17:15  | Ligue 1             | 26                    | Stade de Reims         | D    | 0-0   | 9e                | 14 517    |
| 41 | dim. | 30 mars      | 15:00  | Ligue 1             | 27                    | Toulouse FC            | E    | 2-4   | 8e                | 24 418    |
| 42 | dim. | 5 avril      | 19:00  | Ligue 1             | 28                    | AS Monaco              | D    | 2-1   | 8e                | 14 713    |
| 43 | dim. | 13 avril     | 15:00  | Ligue 1             | 29                    | AS Saint-Étienne       | E    | 3-3   | 8e                | 32 834    |
| 44 | dim. | 20 avril     | 17:15  | Ligue 1             | 30                    | RC Lens                | D    | 1-3   | 9e                | 15 049    |
| 45 | dim. | 27 avril     | 20:45  | Ligue 1             | 31                    | Olympique de Marseille | E    | 4-1   | 9e                | 62 130    |
| 46 | dim. | 4 mai        | 17:15  | Ligue 1             | 32                    | Montpellier HSC        | D    | 1-0   | 9e                | 13 121    |
| 47 | sam. | 10 mai       | 21:00  | Ligue 1             | 33                    | LOSC Lille             | D    | 2-0   | 8e                | 14 556    |
| 48 | sam. | 17 mai       | 21:00  | Ligue 1             | 34                    | OGC Nice               | E    | 6-0   | 9e                | 30 298    |

### Ligue 1 McDonald's

#### Phase aller
| 1re journée               | Stade Brestois 29                                      | 1 - 5   | Olympique de Marseille                                                                                  | Stade Francis-Le Blé, Brest                                                                                                   | |
| Samedi 17 août 2024 17:00 | ( Del Castillo) Camara 45+6e                           | (1 - 3) | 3e Greenwood (Harit ) · 26e Henrique (Harit ) · 31e (pen.) Greenwood · 48e Henrique · 69e (pen.) Wahi · | Spectateurs : 14 962 Diffuseur : beIN Sports 1 Arbitrage : Benoît Bastien Arbitre vidéo : Bastien Dechepy et Ludovic Zmyslony | Spectateurs : 14 962 Diffuseur : beIN Sports 1 Arbitrage : Benoît Bastien Arbitre vidéo : Bastien Dechepy et Ludovic Zmyslony |
| Samedi 17 août 2024 17:00 | Pereira Lage 16e · Martin 30e · Lala 45+1e · Amavi 74e | rapport | 7e Cornelius                                                                                            | Spectateurs : 14 962 Diffuseur : beIN Sports 1 Arbitrage : Benoît Bastien Arbitre vidéo : Bastien Dechepy et Ludovic Zmyslony | Spectateurs : 14 962 Diffuseur : beIN Sports 1 Arbitrage : Benoît Bastien Arbitre vidéo : Bastien Dechepy et Ludovic Zmyslony |

| 2e journée                  | RC Lens                                         | 2 - 0   | Stade Brestois 29                     | Stade Bollaert-Delelis, Lens                                                                                       | |
| Dimanche 25 août 2024 15:00 | ( Zaroury) Chávez 19e · Le Cardinal 45e (csc)   | (2 - 0) |                                       | Spectateurs : 37 435 Diffuseur : DAZN Arbitrage : Jérémie Pignard Arbitre vidéo : Benoît Millot et Abdelali Chaoui | Spectateurs : 37 435 Diffuseur : DAZN Arbitrage : Jérémie Pignard Arbitre vidéo : Benoît Millot et Abdelali Chaoui |
| Dimanche 25 août 2024 15:00 | Labeau-Lascary 17e · Khusanov 83e · Machado 88e | rapport | 25e Amavi · 67e Magnetti · 67e Faivre | Spectateurs : 37 435 Diffuseur : DAZN Arbitrage : Jérémie Pignard Arbitre vidéo : Benoît Millot et Abdelali Chaoui | Spectateurs : 37 435 Diffuseur : DAZN Arbitrage : Jérémie Pignard Arbitre vidéo : Benoît Millot et Abdelali Chaoui |

| 3e journée                | Stade Brestois 29                                                    | 4 - 0   | AS Saint-Étienne                                                  | Stade Francis-Le Blé, Brest                                                                                                   | |
| Samedi 31 août 2024 17:00 | Camara 10e · Del Castillo 32e (pen.) · Ajorque 77e · Lala 84e (pen.) | (2 - 0) |                                                                   | Spectateurs : 14 885 Diffuseur : beIN Sports 1 Arbitrage : Gaël Angoula Arbitre vidéo : Dominique Julien et Nicolas Rainville | Spectateurs : 14 885 Diffuseur : beIN Sports 1 Arbitrage : Gaël Angoula Arbitre vidéo : Dominique Julien et Nicolas Rainville |
| Samedi 31 août 2024 17:00 |                                                                      | rapport | 30e Fomba · 56e Maçon · 66e Batubinsika · 80e Cafaro · 82e Cornud | Spectateurs : 14 885 Diffuseur : beIN Sports 1 Arbitrage : Gaël Angoula Arbitre vidéo : Dominique Julien et Nicolas Rainville | Spectateurs : 14 885 Diffuseur : beIN Sports 1 Arbitrage : Gaël Angoula Arbitre vidéo : Dominique Julien et Nicolas Rainville |

| 4e journée                     | Paris Saint-Germain                                       | 3 - 1   | Stade Brestois 29                         | Parc des Princes, Paris                                                                                              | |
| Samedi 14 septembre 2024 21:00 | ( Asensio) Dembélé 42e · ( Hakimi) Ruiz 73e · Dembélé 74e | (1 - 1) | 29e (pen.) Del Castillo                   | Spectateurs : 47 000 Diffuseur : DAZN Arbitrage : Clément Turpin Arbitre vidéo : Wilfried Bien et Christian Guillard | Spectateurs : 47 000 Diffuseur : DAZN Arbitrage : Clément Turpin Arbitre vidéo : Wilfried Bien et Christian Guillard |
| Samedi 14 septembre 2024 21:00 | Beraldo 26e · Mendes 28e                                  | rapport | 39e Camara · 49e Ajorque · 59e Chardonnet | Spectateurs : 47 000 Diffuseur : DAZN Arbitrage : Clément Turpin Arbitre vidéo : Wilfried Bien et Christian Guillard | Spectateurs : 47 000 Diffuseur : DAZN Arbitrage : Clément Turpin Arbitre vidéo : Wilfried Bien et Christian Guillard |

| 5e journée                       | Stade Brestois 29                                | 2 - 0   | Toulouse FC  | Stade Francis-Le Blé, Brest                                                                                   | |
| Dimanche 22 septembre 2024 17:00 | ( Pereira Lage) Baldé 21e · ( Sima) Faivre 90+1e | (1 - 0) |              | Spectateurs : 14 580 Diffuseur : DAZN Arbitrage : Florent Batta Arbitre vidéo : Benoît Millot et Ludovic Rémy | Spectateurs : 14 580 Diffuseur : DAZN Arbitrage : Florent Batta Arbitre vidéo : Benoît Millot et Ludovic Rémy |
| Dimanche 22 septembre 2024 17:00 | Pereira Lage 34e                                 | rapport | 19e Cásseres | Spectateurs : 14 580 Diffuseur : DAZN Arbitrage : Florent Batta Arbitre vidéo : Benoît Millot et Ludovic Rémy | Spectateurs : 14 580 Diffuseur : DAZN Arbitrage : Florent Batta Arbitre vidéo : Benoît Millot et Ludovic Rémy |

| 6e journée                       | AJ Auxerre                                                     | 3 - 0   | Stade Brestois 29 | Stade de l'Abbé-Deschamps, Auxerre                                                                                 | |
| Vendredi 27 septembre 2024 19:00 | (Diomandé ) Owusu 26e · Jubal 37e (pen.) · (Owusu ) Traorè 59e | (2 - 0) |                   | Spectateurs : 15 381 Diffuseur : DAZN Arbitrage : Jérémy Stinat Arbitre vidéo : Jérôme Brisard et Maxime Apruzzese | Spectateurs : 15 381 Diffuseur : DAZN Arbitrage : Jérémy Stinat Arbitre vidéo : Jérôme Brisard et Maxime Apruzzese |
| Vendredi 27 septembre 2024 19:00 | Akpa 16e · Diomandé 53e                                        | rapport |                   | Spectateurs : 15 381 Diffuseur : DAZN Arbitrage : Jérémy Stinat Arbitre vidéo : Jérôme Brisard et Maxime Apruzzese | Spectateurs : 15 381 Diffuseur : DAZN Arbitrage : Jérémy Stinat Arbitre vidéo : Jérôme Brisard et Maxime Apruzzese |

| 7e journée                    | Stade Brestois 29                                       | 2 - 0   | Le Havre AC | Stade Francis-Le Blé, Brest                                                                                         | |
| Dimanche 6 octobre 2024 17:00 | Ajorque 12e · Salah 90+2e                               | (1-0)   |             | Spectateurs : 14 572 Diffuseur : DAZN Arbitrage : Benoît Millot Arbitre vidéo : Hamid Guenaoui et Michel Dolmadjian | Spectateurs : 14 572 Diffuseur : DAZN Arbitrage : Benoît Millot Arbitre vidéo : Hamid Guenaoui et Michel Dolmadjian |
| Dimanche 6 octobre 2024 17:00 | Haidara 17e · Ndiaye 25e · Haidara 73e · Lees-Melou 70e | rapport | 48e Kinkoué | Spectateurs : 14 572 Diffuseur : DAZN Arbitrage : Benoît Millot Arbitre vidéo : Hamid Guenaoui et Michel Dolmadjian | Spectateurs : 14 572 Diffuseur : DAZN Arbitrage : Benoît Millot Arbitre vidéo : Hamid Guenaoui et Michel Dolmadjian |

| 8e journée                   | Stade Brestois 29          | 1 - 1   | Stade Rennais FC         | Stade Francis-Le Blé, Brest | |
| Samedi 19 octobre 2024 17:00 | Del Castilo 54e (pen.)     | (0 - 0) | 86e Jota                 | Spectateurs : 15 099 Diffuseur : beIN Sports 1 Arbitrage : Bastien Dechepy Arbitre vidéo : Nicolas Rainville et Cédric Dos Santos | Spectateurs : 15 099 Diffuseur : beIN Sports 1 Arbitrage : Bastien Dechepy Arbitre vidéo : Nicolas Rainville et Cédric Dos Santos |
| Samedi 19 octobre 2024 17:00 | Ajorque 62e · Ndiaye 90+1e | rapport | 39e Truffert · 72e Seidu | Spectateurs : 15 099 Diffuseur : beIN Sports 1 Arbitrage : Bastien Dechepy Arbitre vidéo : Nicolas Rainville et Cédric Dos Santos | Spectateurs : 15 099 Diffuseur : beIN Sports 1 Arbitrage : Bastien Dechepy Arbitre vidéo : Nicolas Rainville et Cédric Dos Santos |

| 9e journée                   | Stade de Reims                         | 1 - 2   | Stade Brestois 29                      | Stade Auguste-Delaune, Reims                                                                                    | |
| Samedi 26 octobre 2024 19:00 | (Ito ) Okumu 29e                       | (1 - 2) | 4e (pen.) Faivre · 18e Baldé (Faivre ) | Spectateurs : 17 112 Diffuseur : DAZN Arbitrage : Jérôme Brisard Arbitre vidéo : Gaël Angoula et Mehdi Mokhtari | Spectateurs : 17 112 Diffuseur : DAZN Arbitrage : Jérôme Brisard Arbitre vidéo : Gaël Angoula et Mehdi Mokhtari |
| Samedi 26 octobre 2024 19:00 | Fofana 63e · Diakhon 88e · Agbadou 90e | rapport | 45+2e Bizot · 65e Lees-Melou           | Spectateurs : 17 112 Diffuseur : DAZN Arbitrage : Jérôme Brisard Arbitre vidéo : Gaël Angoula et Mehdi Mokhtari | Spectateurs : 17 112 Diffuseur : DAZN Arbitrage : Jérôme Brisard Arbitre vidéo : Gaël Angoula et Mehdi Mokhtari |

| 10e journée                  | Stade Brestois 29 | 0 - 1   | OGC Nice                   | Stade Francis-Le Blé, Brest                                                                                           | |
| Samedi 2 novembre 2024 19:00 |                   | (0 - 1) | (Abdi ) Guessand 42e       | Spectateurs : 14 534 Diffuseur : DAZN Arbitrage : Clément Turpin Arbitre vidéo : Marc Bollengier et Cédric Dos Santos | Spectateurs : 14 534 Diffuseur : DAZN Arbitrage : Clément Turpin Arbitre vidéo : Marc Bollengier et Cédric Dos Santos |
| Samedi 2 novembre 2024 19:00 |                   | rapport | 74e Dante · 84e Abdelmonem | Spectateurs : 14 534 Diffuseur : DAZN Arbitrage : Clément Turpin Arbitre vidéo : Marc Bollengier et Cédric Dos Santos | Spectateurs : 14 534 Diffuseur : DAZN Arbitrage : Clément Turpin Arbitre vidéo : Marc Bollengier et Cédric Dos Santos |

| 11e journée                     | Montpellier HSC                                                  | 3 - 1   | Stade Brestois 29   | Stade de la Mosson, Montpellier                                                                    | |
| Dimanche 10 novembre 2024 17:00 | Nordin 6e (pen.) · Khazri 12e · (Maamma ) Coulibaly 84e          | (2 - 0) | 50e Martin (Salah ) | Spectateurs : 12 936 Diffuseur : DAZN Arbitrage : Jérémie Pignard Arbitre vidéo : Yohann Rouinsard | Spectateurs : 12 936 Diffuseur : DAZN Arbitrage : Jérémie Pignard Arbitre vidéo : Yohann Rouinsard |
| Dimanche 10 novembre 2024 17:00 | Khazri 16e · Ferri 56e · Sagnan 62e · Touré 69e · Chennahi 90+2e | rapport | 26e Martin          | Spectateurs : 12 936 Diffuseur : DAZN Arbitrage : Jérémie Pignard Arbitre vidéo : Yohann Rouinsard | Spectateurs : 12 936 Diffuseur : DAZN Arbitrage : Jérémie Pignard Arbitre vidéo : Yohann Rouinsard |

| 12e journée                     | AS Monaco                                                                 | 3 - 2   | Stade Brestois 29                           | Stade Louis-II, Monaco                                                                            |                                                                                                   |
| Vendredi 22 novembre 2024 19:00 | (Ben Seghir ) Akliouche 5e · Golovine 24e · (Ilenikhena ) Akliouche 90+1e | (2 - 0) | 50e Sima (Doumbia ) · 90+6e Ajorque (Lala ) | Spectateurs : 5 721 Diffuseur : DAZN Arbitrage : Thomas Léonard Arbitre vidéo : Nicolas Rainville | Spectateurs : 5 721 Diffuseur : DAZN Arbitrage : Thomas Léonard Arbitre vidéo : Nicolas Rainville |
| Vendredi 22 novembre 2024 19:00 | Majecki 78e · Singo 85e                                                   | rapport | 6e Lala · 83e Le Cardinal                   | Spectateurs : 5 721 Diffuseur : DAZN Arbitrage : Thomas Léonard Arbitre vidéo : Nicolas Rainville | Spectateurs : 5 721 Diffuseur : DAZN Arbitrage : Thomas Léonard Arbitre vidéo : Nicolas Rainville |

| 13e journée                   | Stade Brestois 29                                                                   | 3 - 1   | RC Strasbourg            | Stade Francis-Le Blé, Brest                                                                        | |
| Samedi 30 novembre 2024 19:00 | Lala 12e (pen.) · (Le Cardinal ) Pereira Lage 45+1e · (Ajorque ) Del Castillo 90+2e | (2 - 0) | 85e Ouattara (Nanasi ) · | Spectateurs : 14 600 Diffuseur : DAZN Arbitrage : Romain Lissorgue Arbitre vidéo : Eric Wattellier | Spectateurs : 14 600 Diffuseur : DAZN Arbitrage : Romain Lissorgue Arbitre vidéo : Eric Wattellier |
| Samedi 30 novembre 2024 19:00 | Baldé 27e · Chardonnet 32e · Ajorque 43e                                            | rapport | 41e Mara · 74e Moreira   | Spectateurs : 14 600 Diffuseur : DAZN Arbitrage : Romain Lissorgue Arbitre vidéo : Eric Wattellier | Spectateurs : 14 600 Diffuseur : DAZN Arbitrage : Romain Lissorgue Arbitre vidéo : Eric Wattellier |

| 14e journée                    | LOSC Lille                                    | 3 - 1   | Stade Brestois 29     | Décathlon Arena - Stade Pierre-Mauroy, Villeneuve-d'Ascq                                         |                                                                                                  |
| Vendredi 6 décembre 2024 19:00 | David 7e (pen.) 69e · ( David) Haraldsson 44e | (2 - 0) | 48e Ajorque ( Camara) | Spectateurs : 38 128 Diffuseur : DAZN Arbitrage : Benoît Bastien Arbitre vidéo : Bastien Depechy | Spectateurs : 38 128 Diffuseur : DAZN Arbitrage : Benoît Bastien Arbitre vidéo : Bastien Depechy |
| Vendredi 6 décembre 2024 19:00 | André 80e                                     | rapport | 6e Le Cardinal        | Spectateurs : 38 128 Diffuseur : DAZN Arbitrage : Benoît Bastien Arbitre vidéo : Bastien Depechy | Spectateurs : 38 128 Diffuseur : DAZN Arbitrage : Benoît Bastien Arbitre vidéo : Bastien Depechy |

| 15e journée                     | Stade Brestois 29                                                                                | 4 - 1   | FC Nantes                                      | Stade Francis-Le Blé, Brest                                                                    |                                                                                                |
| Dimanche 15 décembre 2024 17:00 | Doumbia 24e · ( Del Castillo) Chardonnet 27e · ( Pereira Lage) Sima 88e · ( Faivre) Sima 90+1e · | (2 - 0) | 48e Augusto ( Simon) ·                         | Spectateurs : 15 019 Diffuseur : DAZN Arbitrage : Gaël Angoula Arbitre vidéo : Jérémie Pignard | Spectateurs : 15 019 Diffuseur : DAZN Arbitrage : Gaël Angoula Arbitre vidéo : Jérémie Pignard |
| Dimanche 15 décembre 2024 17:00 | Chardonnet 15e · Magnetti 54e · Camara 76e                                                       | rapport | 46e Castelletto · 58e Pallois · 60e Chirivella | Spectateurs : 15 019 Diffuseur : DAZN Arbitrage : Gaël Angoula Arbitre vidéo : Jérémie Pignard | Spectateurs : 15 019 Diffuseur : DAZN Arbitrage : Gaël Angoula Arbitre vidéo : Jérémie Pignard |

| 16e journée                   | Angers SCO                                   | 2 - 0   | Stade Brestois 29    | Stade Raymond-Kopa, Angers                                                                     |                                                                                                |
| Dimanche 5 janvier 2025 15:00 | ( Arcus) Lepaul 6e · ( Raolisoa) Niane 90+5e | (1 - 0) |                      | Spectateurs : 12 691 Diffuseur : DAZN Arbitrage : Benoît Millot Arbitre vidéo : Benoît Bastien | Spectateurs : 12 691 Diffuseur : DAZN Arbitrage : Benoît Millot Arbitre vidéo : Benoît Bastien |
| Dimanche 5 janvier 2025 15:00 | Allevinah 9e · Aholou 45+1e                  | rapport | 31e Massadio Haïdara | Spectateurs : 12 691 Diffuseur : DAZN Arbitrage : Benoît Millot Arbitre vidéo : Benoît Bastien | Spectateurs : 12 691 Diffuseur : DAZN Arbitrage : Benoît Millot Arbitre vidéo : Benoît Bastien |

| 17e journée                  | Stade Brestois 29                 | 2 - 1   | Olympique Lyonnais              | Stade Francis-Le Blé, Brest                                                                                           | |
| Samedi 11 janvier 2025 17:00 | Camara 8e · ( Camara) Ajorque 25e | (2 - 1) | 45+2e Veretout ( Fofana)        | Spectateurs : 14 735 Diffuseur : beIN Sports 1 Arbitrage : Eric Wattellier Arbitres assistants vidéo : Cyril Gringore | Spectateurs : 14 735 Diffuseur : beIN Sports 1 Arbitrage : Eric Wattellier Arbitres assistants vidéo : Cyril Gringore |
| Samedi 11 janvier 2025 17:00 | Fernandes 55e                     | rapport | 57e Tessmann · 90+2e Ćaleta-Car | Spectateurs : 14 735 Diffuseur : beIN Sports 1 Arbitrage : Eric Wattellier Arbitres assistants vidéo : Cyril Gringore | Spectateurs : 14 735 Diffuseur : beIN Sports 1 Arbitrage : Eric Wattellier Arbitres assistants vidéo : Cyril Gringore |

#### Phase retour
| 18e journée                  | Stade Rennais FC        | 1 - 2   | Stade Brestois 29                                 | Roazhon Park, Rennes                                             |                                                                  |
| Samedi 18 janvier 2025 19:00 | Blas 77e · ( Gouiri )   | (0-1)   | 27eMagnetti · ( Fernandes) · 73eAjorque · ( Sima) | Spectateurs : 28 238 Diffuseur : DAZN Arbitrage : Thomas Léonard | Spectateurs : 28 238 Diffuseur : DAZN Arbitrage : Thomas Léonard |
| Samedi 18 janvier 2025 19:00 | Blas 41e · Fofana 90+3e | rapport | 44e Zogbé · 71e Camara · 71e Sima                 | Spectateurs : 28 238 Diffuseur : DAZN Arbitrage : Thomas Léonard | Spectateurs : 28 238 Diffuseur : DAZN Arbitrage : Thomas Léonard |

| 19e journée                    | Le Havre AC           | 0 - 1   | Stade Brestois 29                    | Stade Océane, Le Havre                                             |                                                                    |
| Dimanche 26 janvier 2025 15:00 |                       | (0-1)   | 25e Ajorque                          | Spectateurs : 17 898 Diffuseur : DAZN Arbitrage : Romain Lissorgue | Spectateurs : 17 898 Diffuseur : DAZN Arbitrage : Romain Lissorgue |
| Dimanche 26 janvier 2025 15:00 | Sangante 1e · Ayew 4e | rapport | 7e Camara · 22e Faivre · 58e Ajorque | Spectateurs : 17 898 Diffuseur : DAZN Arbitrage : Romain Lissorgue | Spectateurs : 17 898 Diffuseur : DAZN Arbitrage : Romain Lissorgue |

| 21e journée                   | FC Nantes                                  | 0-2     | Stade Brestois 29                                                                     | Stade de la Beaujoire, Nantes                                     |                                                                   |
| Vendredi 7 février 2025 19:00 |                                            | (0-1)   | 9e Ludovic Ajorque · ( Pierre Lees-Melou) · 90+6e Pierre Lees-Melou · ( Mama Baldé) · | Spectateurs : 25 050 Diffuseur : DAZN Arbitrage : Jérémie Pignard | Spectateurs : 25 050 Diffuseur : DAZN Arbitrage : Jérémie Pignard |
| Vendredi 7 février 2025 19:00 | 65e Augusto · 86e Chirivella · 90+2e Amian | rapport | 36e Magnetti · 89eBizot                                                               | Spectateurs : 25 050 Diffuseur : DAZN Arbitrage : Jérémie Pignard | Spectateurs : 25 050 Diffuseur : DAZN Arbitrage : Jérémie Pignard |

| 22e journée                    | Stade Brestois 29        | 2-2     | AJ Auxerre                              | Stade Francis-Le Blé, Brest                                       |                                                                   |
| Vendredi 14 février 2025 20:45 | Ndiaye 60e · Ajorque 79e | (0-1)   | 18e Perrin · ( Bair) · 74e Perrin       | Spectateurs : 12 525 Diffuseur : DAZN Arbitrage : Bastien Dechepy | Spectateurs : 12 525 Diffuseur : DAZN Arbitrage : Bastien Dechepy |
| Vendredi 14 février 2025 20:45 | Baldé 25e · Ndiaye 71e   | rapport | 30e Clément Akpa · 90+2e Assane Dioussé | Spectateurs : 12 525 Diffuseur : DAZN Arbitrage : Bastien Dechepy | Spectateurs : 12 525 Diffuseur : DAZN Arbitrage : Bastien Dechepy |

| 23e journée                    | RC Strasbourg                      | 0-0     | Stade Brestois 29 | Stade de la Meinau, Strasbourg                                   |                                                                  |
| Dimanche 23 février 2025 17:15 |                                    | (0-0)   |                   | Spectateurs : 19 108 Diffuseur : DAZN Arbitrage : Clément Turpin | Spectateurs : 19 108 Diffuseur : DAZN Arbitrage : Clément Turpin |
| Dimanche 23 février 2025 17:15 | Bakwa 28e · Barco 31e · Diarra 64e | rapport | 43e Coulibaly     | Spectateurs : 19 108 Diffuseur : DAZN Arbitrage : Clément Turpin | Spectateurs : 19 108 Diffuseur : DAZN Arbitrage : Clément Turpin |

| 24e journée                | Olympique Lyonnais                                      | 2-1     | Stade Brestois 29 | Groupama Stadium, Décines-Charpieu                              |                                                                 |
| Dimanche 2 mars 2025 15:00 | Lacazette 24e · ( Cherki) · Lacazette 62e · ( Cherki) · | (1-1)   | 15e (pen.) Lala   | Spectateurs : 47 804 Diffuseur : DAZN Arbitrage : Benoît Millot | Spectateurs : 47 804 Diffuseur : DAZN Arbitrage : Benoît Millot |
| Dimanche 2 mars 2025 15:00 | Tessmann 34e · Lacazette 45+3e · Fonseca 90+7e          | rapport | 59e Lala          | Spectateurs : 47 804 Diffuseur : DAZN Arbitrage : Benoît Millot | Spectateurs : 47 804 Diffuseur : DAZN Arbitrage : Benoît Millot |

| 25e journée                | Stade Brestois 29                      | 2-0     | Angers SCO | Stade Francis-Le Blé, Brest                                           |                                                                       |
| Dimanche 9 mars 2025 15:00 | Sima 19e · (Pereira Lage) · Faivre 60e | (1-0)   |            | Spectateurs : 14 612 Diffuseur : DAZN Arbitrage : Abdelatif Kherradji | Spectateurs : 14 612 Diffuseur : DAZN Arbitrage : Abdelatif Kherradji |
| Dimanche 9 mars 2025 15:00 | Magnetti 37e                           | rapport | 82e Biumla | Spectateurs : 14 612 Diffuseur : DAZN Arbitrage : Abdelatif Kherradji | Spectateurs : 14 612 Diffuseur : DAZN Arbitrage : Abdelatif Kherradji |

| 26e journée                                                           | Stade Brestois 29           | 0-0     | Stade de Reims                          | Stade Francis-Le Blé, Brest                                      |                                                                  |
| Dimanche 16 mars 2025 17:00* (date et horaire à confirmer par la LFP) |                             | (0-0)   |                                         | Spectateurs : 14 517 Diffuseur : DAZN Arbitrage : Jérôme Brisard | Spectateurs : 14 517 Diffuseur : DAZN Arbitrage : Jérôme Brisard |
| Dimanche 16 mars 2025 17:00* (date et horaire à confirmer par la LFP) | Doumbia 76e · Haidara 90+1e | rapport | 3e Nakamura · 19e Atangana · 85e Sekine | Spectateurs : 14 517 Diffuseur : DAZN Arbitrage : Jérôme Brisard | Spectateurs : 14 517 Diffuseur : DAZN Arbitrage : Jérôme Brisard |

| 27e journée                 | Toulouse FC                                     | 2-4     | Stade Brestois 29                                                                           | Stadium, Toulouse                                                   |                                                                     |
| Dimanche 30 mars 2025 15:00 | Sierro 65e · (Gboho ) · King 78e · (Cresswell ) | (0-2)   | 22e Bourgault · 26e Pereira Lage · ( Doumbia) · 62eDoumbia · 90e Camara · ( Pereira Lage) · | Spectateurs : 24 418 Diffuseur : DAZN Arbitrage : Hakim Ben El Hadj | Spectateurs : 24 418 Diffuseur : DAZN Arbitrage : Hakim Ben El Hadj |
| Dimanche 30 mars 2025 15:00 |                                                 | rapport | 24e Lala · 28e Lees-Melou · 68e Pereira Lage · 86e Bizot · 87e Zogbé                        | Spectateurs : 24 418 Diffuseur : DAZN Arbitrage : Hakim Ben El Hadj | Spectateurs : 24 418 Diffuseur : DAZN Arbitrage : Hakim Ben El Hadj |

| 28e journée               | Stade Brestois 29                       | 2-1     | AS Monaco                               | Stade Francis-Le Blé, Brest                                      |                                                                  |
| Samedi 5 avril 2025 19:00 | Sima 42e · Camara 90+4e · (Lees-Melou ) | (1-0)   | 63e (pen.) Zakaria ·                    | Spectateurs : 14 713 Diffuseur : DAZN Arbitrage : Thomas Léonard | Spectateurs : 14 713 Diffuseur : DAZN Arbitrage : Thomas Léonard |
| Samedi 5 avril 2025 19:00 | Chardonnet 30e · Camara 44e · Lala 64e  | rapport | 17e Embolo · 64e Camara · 90+6e Biereth | Spectateurs : 14 713 Diffuseur : DAZN Arbitrage : Thomas Léonard | Spectateurs : 14 713 Diffuseur : DAZN Arbitrage : Thomas Léonard |

| 29e journée                  | AS Saint-Étienne                                                                 | 3-3     | Stade Brestois 29                                                                   | Stade Geoffroy-Guichard, Saint-Étienne                                |                                                                       |
| Dimanche 13 avril 2025 15:00 | Stassin 16e · (Nadé ) · Cardona 34e · (Davitashvili ) · Cardona 80e · (Tardieu ) | (2-3)   | 6e Ajorque · ( Pereira Lage) · 25e Sima · ( Lala) · 37e Ajorque · ( Pereira Lage) · | Spectateurs : 32 834 Diffuseur : DAZN Arbitrage : Abdelatif Kherradji | Spectateurs : 32 834 Diffuseur : DAZN Arbitrage : Abdelatif Kherradji |
| Dimanche 13 avril 2025 15:00 | Moueffek 18e · Larsonneur 72e                                                    | rapport | 60e Chardonnet · 78e Lees-Melou · 83e Baldé · 90+4e Bizot                           | Spectateurs : 32 834 Diffuseur : DAZN Arbitrage : Abdelatif Kherradji | Spectateurs : 32 834 Diffuseur : DAZN Arbitrage : Abdelatif Kherradji |

| 30e journée                  | Stade Brestois 29                | 1-3   | RC Lens                                                                        | Stade Francis-Le Blé, Brest                                     |                                                                 |
| Dimanche 20 avril 2025 17:15 | Lees-Melou 12e · (Pereira Lage ) | (1-2) | 17e Koyalipou · ( Zaroury) · 45+7e (pen.) El Aynaoui · 90e Said · ( Thomasson) | Spectateurs : 15 049 Diffuseur : DAZN Arbitrage : Benoît Millot | Spectateurs : 15 049 Diffuseur : DAZN Arbitrage : Benoît Millot |
| Dimanche 20 avril 2025 17:15 | rapport                          |       |                                                                                | Spectateurs : 15 049 Diffuseur : DAZN Arbitrage : Benoît Millot | Spectateurs : 15 049 Diffuseur : DAZN Arbitrage : Benoît Millot |

| 31e journée                  | Olympique de Marseille                                                                                | 4-1     | Stade Brestois 29                                                 | Stade Vélodrome, Marseille                                           |                                                                      |
| Dimanche 27 avril 2025 20:45 | Gouiri 8e · (Henrique ) · Chardonnet 37e (csc) · Gouiri 45e · (Greenwood ) · Gouiri 45e · (Rabiot ) · | (3-1)   | 25e Sima · ( Ajorque)                                             | Spectateurs : 62 130 Diffuseur : DAZN Arbitrage : Stéphanie Frappart | Spectateurs : 62 130 Diffuseur : DAZN Arbitrage : Stéphanie Frappart |
| Dimanche 27 avril 2025 20:45 | Murillo 41e                                                                                           | rapport | 36e Ajorque · 71e Chardonnet · 88e Le Cardinal · 90+2e Lees-Melou | Spectateurs : 62 130 Diffuseur : DAZN Arbitrage : Stéphanie Frappart | Spectateurs : 62 130 Diffuseur : DAZN Arbitrage : Stéphanie Frappart |

| 32e journée               | Stade Brestois 29              | 1-0     | Montpellier HSC           | Stade Francis-Le Blé, Brest                                        |                                                                    |
| Dimanche 4 mai 2025 17:15 | Del Castillo 15e · (Camara ) · | (1-0)   |                           | Spectateurs : 13 121 Diffuseur : DAZN Arbitrage : Romain Lissorgue | Spectateurs : 13 121 Diffuseur : DAZN Arbitrage : Romain Lissorgue |
| Dimanche 4 mai 2025 17:15 | Lees-Melou 73e                 | rapport | 13e Nzingoula · 88e Fayad | Spectateurs : 13 121 Diffuseur : DAZN Arbitrage : Romain Lissorgue | Spectateurs : 13 121 Diffuseur : DAZN Arbitrage : Romain Lissorgue |

| 33e journée              | Stade Brestois 29                             | 2-0     | LOSC Lille  | Stade Francis-Le Blé, Brest                                      |                                                                  |
| Samedi 10 mai 2025 21:00 | Ajorque 42e · (Del Castillo ) · Doumbia 64e · | (1-0)   |             | Spectateurs : 14 556 Diffuseur : DAZN Arbitrage : Thomas Léonard | Spectateurs : 14 556 Diffuseur : DAZN Arbitrage : Thomas Léonard |
| Samedi 10 mai 2025 21:00 | Pereira Lage 70e                              | rapport | 40e Meunier | Spectateurs : 14 556 Diffuseur : DAZN Arbitrage : Thomas Léonard | Spectateurs : 14 556 Diffuseur : DAZN Arbitrage : Thomas Léonard |

| 34e journée              | OGC Nice | 6-0     | Stade Brestois 29                                                    | Allianz Riviera, Nice                                               |                                                                     |
| Samedi 17 mai 2025 21:00 | Guessand 16e · (Boudaoui ) · Laborde 19e · (Guessand ) · Bouanani 28e (pen.) · Laborde 75e · (Bard ) · Moffi 82e · (Diop ) · Abdi 90+4e · | (3-0)   |                                                                      | Spectateurs : 30 298 Diffuseur : DAZN Arbitrage : Hakim Ben El Hadj | Spectateurs : 30 298 Diffuseur : DAZN Arbitrage : Hakim Ben El Hadj |
| Samedi 17 mai 2025 21:00 | | rapport | 26e Locko · 33e Lees-Melou · 48e Ndiaye · 62e Magnetti · 90+2e Baldé | Spectateurs : 30 298 Diffuseur : DAZN Arbitrage : Hakim Ben El Hadj | Spectateurs : 30 298 Diffuseur : DAZN Arbitrage : Hakim Ben El Hadj |

### Classement
| Rang | Équipe               | Pts | J  | G  | N | P  | Bp | Bc | Diff | Qualification ou relégation                            |
| ---- | -------------------- | --- | -- | -- | - | -- | -- | -- | ---- | ------------------------------------------------------ |
| 7    | RC Strasbourg Alsace | 57  | 34 | 16 | 9 | 9  | 56 | 44 | +12  | Qualification pour les barrages de la Ligue Conférence |
| 8    | RC Lens              | 52  | 34 | 15 | 7 | 12 | 42 | 39 | +3   |                                                        |
| 9    | Stade brestois 29    | 50  | 34 | 15 | 5 | 14 | 52 | 59 | −7   |                                                        |
| 10   | Toulouse FC          | 42  | 34 | 11 | 9 | 14 | 44 | 43 | +1   |                                                        |
| 11   | AJ Auxerre P         | 42  | 34 | 11 | 9 | 14 | 48 | 51 | −3   |                                                        |

### Coupe de France 2024-2025
En tant que club de Ligue 1 Uber Eats, le Stade Brestois entrera en lice en 32es de finale.
| 1/32 de finale                | La Roche-sur-Yon Vendée Football (N2) | 0 - 1   | Stade Brestois 29      | Stade Henri-Desgrange, La Roche-sur-Yon                                                          |                                                                                                  |
| Samedi 21 décembre 2024 15:30 |                                       | (0 - 1) | 40eAjorque · (Amavi) · | Diffuseur : beIN Sports 1 (multiplex), beIN Sports 2 (en intégralité) Arbitrage : Aurélien Petit | Diffuseur : beIN Sports 1 (multiplex), beIN Sports 2 (en intégralité) Arbitrage : Aurélien Petit |
| Samedi 21 décembre 2024 15:30 | N'Diaye 35e · Khouma 82e              | rapport |                        | Diffuseur : beIN Sports 1 (multiplex), beIN Sports 2 (en intégralité) Arbitrage : Aurélien Petit | Diffuseur : beIN Sports 1 (multiplex), beIN Sports 2 (en intégralité) Arbitrage : Aurélien Petit |

| 1/16 de finale                 | Stade Brestois 29                                          | 2-1     | FC Nantes (L1)          | Stade Francis-Le Blé, Brest                                                                       |                                                                                                   |
| Mercredi 15 janvier 2025 18:30 | Sima 24e · Chardonnet) · Chardonnet 34e · (Del Castillo) · | (2-0)   | 83eGuirassy · (Pallois) | Diffuseur : beIN Sports 2 (multiplex), beIN Sports 3 (en intégralité) Arbitrage : Jérémie Pignard | Diffuseur : beIN Sports 2 (multiplex), beIN Sports 3 (en intégralité) Arbitrage : Jérémie Pignard |
| Mercredi 15 janvier 2025 18:30 | Baldé 87e · Ndiaye 90+4e                                   | rapport |                         | Diffuseur : beIN Sports 2 (multiplex), beIN Sports 3 (en intégralité) Arbitrage : Jérémie Pignard | Diffuseur : beIN Sports 2 (multiplex), beIN Sports 3 (en intégralité) Arbitrage : Jérémie Pignard |

| 1/8 de finale              | Troyes (L2)        | 1-2     | Stade Brestois 29                                  | Stade Francis-Le Blé, Brest                                                                       |                                                                                                   |
| Mardi 4 février 2025 19:00 | Magnetti 55e (csc) | (0-0)   | 49eSalah · (Faivre) · 90+2eSima · (Pereira Lage) · | Diffuseur : beIN Sports 2 (multiplex), beIN Sports 3 (en intégralité) Arbitrage : Jérémie Pignard | Diffuseur : beIN Sports 2 (multiplex), beIN Sports 3 (en intégralité) Arbitrage : Jérémie Pignard |
| Mardi 4 février 2025 19:00 |                    | rapport | 47eBourgault · 89eCoulibaly                        | Diffuseur : beIN Sports 2 (multiplex), beIN Sports 3 (en intégralité) Arbitrage : Jérémie Pignard | Diffuseur : beIN Sports 2 (multiplex), beIN Sports 3 (en intégralité) Arbitrage : Jérémie Pignard |

| 1/4 de finale                  | Stade Brestois 29                       | 2 - 3   | USL Dunkerque (L2)                                              | Stade Francis-Le Blé, Brest                                                                     |                                                                                                 |
| Mercredi 26 février 2025 19:00 | Pereira Lage 45e · Youssouf 59e (csc) · | (1 - 0) | Sasso 65e · (Skyttä ) · Sangante 80e · Sangante 84e · Courtet ) | Diffuseur : beIN Sports 1 (multiplex), beIN Sports 2 (en intégralité) Arbitrage : Willy Delajod | Diffuseur : beIN Sports 1 (multiplex), beIN Sports 2 (en intégralité) Arbitrage : Willy Delajod |
| Mercredi 26 février 2025 19:00 | 9eSima · 33eMagnetti                    | rapport | 23eKondo · 35eGeorgen · 74eCourtet                              | Diffuseur : beIN Sports 1 (multiplex), beIN Sports 2 (en intégralité) Arbitrage : Willy Delajod | Diffuseur : beIN Sports 1 (multiplex), beIN Sports 2 (en intégralité) Arbitrage : Willy Delajod |

### Ligue des Champions de l'UEFA 2024-2025
Ayant fini à la 3e place de Ligue 1 la saison précédente, le Stade brestois 29 est directement qualifié pour la phase de ligue de la Ligue des champions de l'UEFA. Le tirage au sort des 8 adversaires que le club doit affronter lors de cette phase a lieu le 29 août 2024 à Monaco.

#### Phase de ligue
| 1re journée                   | Stade Brestois 29                     | 2 - 1   | SK Sturm Graz                                                                    | Stade de Roudourou, Guingamp                                                 |                                                                              |
| jeudi 19 septembre 2024 21h00 | Magnetti 23e · ( Ajorque) Sima 56e    | (1 - 1) | 45+1e (csc) E.Fernandes                                                          | Spectateurs : 14 518 Diffuseur : Canal+ Sport 360 Arbitrage : Nicholas Walsh | Spectateurs : 14 518 Diffuseur : Canal+ Sport 360 Arbitrage : Nicholas Walsh |
| jeudi 19 septembre 2024 21h00 | · Sima 36e · Camara 64e · Ajorque 85e | rapport | · 21e Horvat · 22e Johnston · 40e, 88e Lavalée · 59e Stanković · 83e Gazibegović | Spectateurs : 14 518 Diffuseur : Canal+ Sport 360 Arbitrage : Nicholas Walsh | Spectateurs : 14 518 Diffuseur : Canal+ Sport 360 Arbitrage : Nicholas Walsh |

| 2e journée                   | RB Salzburg                            | 0 - 4   | Stade Brestois 29                                                         | Red Bull Arena, Salzbourg                                               |                                                                         |
| mardi 1er octobre 2024 18h45 |                                        | (0 - 1) | 24e Sima · (Ajorque ) · 66e Camara · 70e Sima · 75e Pereira Lage (Baldé ) | Spectateurs : 20 232 Diffuseur : Canal+ Foot Arbitrage : Anthony Taylor | Spectateurs : 20 232 Diffuseur : Canal+ Foot Arbitrage : Anthony Taylor |
| mardi 1er octobre 2024 18h45 | · Gloukh 18e · Baidoo 62e · Daghim 86e | rapport | · 15e Le Cardinal · 26e Haïdara                                           | Spectateurs : 20 232 Diffuseur : Canal+ Foot Arbitrage : Anthony Taylor | Spectateurs : 20 232 Diffuseur : Canal+ Foot Arbitrage : Anthony Taylor |

| 3e journée                  | Stade Brestois 29              | 1 - 1   | Bayer Leverkusen                                     | Stade de Roudourou, Guingamp                                            |                                                                         |
| mardi 22 octobre 2024 18h45 | Lees-Melou 39e                 | (1 - 1) | 24e Wirtz (Hofmann )                                 | Spectateurs : 15 510 Diffuseur : Canal + Foot Arbitrage : Ivan Kružliak | Spectateurs : 15 510 Diffuseur : Canal + Foot Arbitrage : Ivan Kružliak |
| mardi 22 octobre 2024 18h45 | · Salah 84e · Lees-Melou 90+5e | rapport | · 72e Frimpong · 74e Wirtz · 90+2e Tah · 90+8e Xhaka | Spectateurs : 15 510 Diffuseur : Canal + Foot Arbitrage : Ivan Kružliak | Spectateurs : 15 510 Diffuseur : Canal + Foot Arbitrage : Ivan Kružliak |

| 4e journée                  | Sparta Prague             | 1 - 2   | Stade Brestois 29                            | Stade Letná, Prague                                                     |                                                                         |
| mardi 5 novembre 2024 18h45 | Olatunji 90+2e (Sadílek ) | (0 - 1) | 37e Fernandes · 80e (csc) Kairinen (Ajorque) | Spectateurs : 18 033 Diffuseur : Canal+ Foot Arbitrage : Mykola Balakin | Spectateurs : 18 033 Diffuseur : Canal+ Foot Arbitrage : Mykola Balakin |
| mardi 5 novembre 2024 18h45 | · Rynes 69e               | rapport | · 23e Ajorque                                | Spectateurs : 18 033 Diffuseur : Canal+ Foot Arbitrage : Mykola Balakin | Spectateurs : 18 033 Diffuseur : Canal+ Foot Arbitrage : Mykola Balakin |

| 5e journée                   | FC Barcelone                                                             | 3 - 0   | Stade Brestois 29                                       | Stade olympique Lluís-Companys, Barcelone                              |                                                                        |
| mardi 26 novembre 2024 21h00 | Lewandowski 10e (pen.) · Olmo 66e (Martín ) · Lewandowski 90+2e (Balde ) | (1 - 0) |                                                         | Spectateurs : 46 317 Diffuseur : Canal+ Sport Arbitrage : Irfan Peljto | Spectateurs : 46 317 Diffuseur : Canal+ Sport Arbitrage : Irfan Peljto |
| mardi 26 novembre 2024 21h00 |                                                                          | rapport | · 24e Lala · 63e Camara · 74e Ajorque · 81e Le Cardinal | Spectateurs : 46 317 Diffuseur : Canal+ Sport Arbitrage : Irfan Peljto | Spectateurs : 46 317 Diffuseur : Canal+ Sport Arbitrage : Irfan Peljto |

| 6e journée                   | Stade Brestois 29                                       | 1 - 0   | PSV Eindhoven                          | Stade de Roudourou, Guingamp                                                          |                                                                                       |
| mardi 10 décembre 2024 21h00 | Le Cardinal 43e                                         | (1 - 0) |                                        | Spectateurs : 15 778 Diffuseur : Canal+ Sport Arbitrage : Jose Maria Sanchez Martinez | Spectateurs : 15 778 Diffuseur : Canal+ Sport Arbitrage : Jose Maria Sanchez Martinez |
| mardi 10 décembre 2024 21h00 | · Le Cardinal 45+2e · Del Castillo 58e · Chardonnet 84e | rapport | · 41e Dams · 63e Tillman · 86e Veerman | Spectateurs : 15 778 Diffuseur : Canal+ Sport Arbitrage : Jose Maria Sanchez Martinez | Spectateurs : 15 778 Diffuseur : Canal+ Sport Arbitrage : Jose Maria Sanchez Martinez |

| 7e journée                  | Chakhtar Donetsk               | 2 - 0   | Stade Brestois 29 | Veltins-Arena, Gelsenkirchen                                            |                                                                         |
| mardi 21 janvier 2025 18h45 | Kevin 18e · Sudakov 37e (pen.) | (2-0)   |                   | Spectateurs : 15 282 Diffuseur : Canal+ Foot Arbitrage : Sandro Schärer | Spectateurs : 15 282 Diffuseur : Canal+ Foot Arbitrage : Sandro Schärer |
| mardi 21 janvier 2025 18h45 | · Stepanenko 77e               | rapport | · 22e Ndiaye      | Spectateurs : 15 282 Diffuseur : Canal+ Foot Arbitrage : Sandro Schärer | Spectateurs : 15 282 Diffuseur : Canal+ Foot Arbitrage : Sandro Schärer |

| 8e journée                     | Stade Brestois 29  | 0 - 3   | Real Madrid                                                          | Stade de Roudourou, Guingamp                                              |                                                                           |
| mercredi 29 janvier 2025 21h00 |                    | (0-1)   | 27eRodrygo · 56eBellingham · ( Lucas Vázquez) 78eRodrygo · (Mbappé ) | Spectateurs : 15 405 Diffuseur : Canal+ Sport 360 Arbitrage : Espen Eskas | Spectateurs : 15 405 Diffuseur : Canal+ Sport 360 Arbitrage : Espen Eskas |
| mercredi 29 janvier 2025 21h00 | · Pereira Lage 10e | rapport | · 29e Tchouaméni · 35eRudiger · 74e Bellingham                       | Spectateurs : 15 405 Diffuseur : Canal+ Sport 360 Arbitrage : Espen Eskas | Spectateurs : 15 405 Diffuseur : Canal+ Sport 360 Arbitrage : Espen Eskas |

Le Stade Brestois 29 termine la phase de ligue à la 18e place du classement et se qualifie pour les barrages, dont les vainqueurs accèdent aux huitièmes de finale. 
Pour le tirage, les Brestois se retrouvent dans le même chapeau que l'AS Monaco qui a terminé 17e, ces deux équipes affrontant soit Benfica Lisbonne (16e) soit le  Paris SG (15e).
Le sort propose une affiche Brest-Paris SG.

#### Barrages de la phase à élimination directe
| Date       | Tour           | Adversaire | Lieu                         | Score | Buteurs                                                                                        |
| ---------- | -------------- | ---------- | ---------------------------- | ----- | ---------------------------------------------------------------------------------------------- |
| 11/02/2025 | Barrage aller  | Paris SG   | Stade de Roudourou, Guingamp | 0 - 3 | Vitinha 21e (pen.) · Dembélé 45e · Dembélé 66e                                                 |
| 19/02/2025 | Barrage retour | Paris SG   | Parc des Princes, Paris      | 7 - 0 | Barcola 20e · Kvaratskhelia 39e · Vitinha 59e · Doué 59e · Mendes 69e · Ramos 76e · Mayulu 86e |

| Tour     | Score cumulé | Club qualifié |
| -------- | ------------ | ------------- |
| Barrages | 0 - 10       | PSG           |

## Statistiques

### Statistiques collectives
| Compétition         | Débute au tour    | Termine       | Matches joués | Gagnés | Nuls | Perdus | Buts pour | Buts contre | Différence | Cartons jaunes | Cartons rouges |
| ------------------- | ----------------- | ------------- | ------------- | ------ | ---- | ------ | --------- | ----------- | ---------- | -------------- | -------------- |
| Ligue 1             | -                 | -             | 34            | 15     | 5    | 14     | 52        | 59          | - 7        | 69             | 3              |
| Ligue des champions | Phase de la ligue | Barrage       | 10            | 4      | 1    | 5      | 10        | 21          | - 11       | 20             | 0              |
| Coupe de France     | 1/32 de finale    | 1/4 de finale | 4             | 3      | 0    | 1      | 7         | 5           | ¨+ 2       | 6              | 0              |
| Total               | -                 | -             | 48            | 22     | 6    | 20     | 69        | 85          | - 16       | 94             | 3              |

### Statistiques individuelles
| no | Nat. | Nom                  | Ligue 1 | Ligue 1 | Ligue 1 | Ligue 1 | Ligue 1      | Coupe de France | Coupe de France | Coupe de France | Coupe de France | Coupe de France | Ligue des champions | Ligue des champions | Ligue des champions | Ligue des champions | Ligue des champions | Total | Total | Total | Total  | Total        |
| no | Nat. | Nom                  | MJ      | B       | Pd      | Averti  | Carton rouge | MJ              | B               | Pd              | Averti          | Carton rouge    | MJ                  | B                   | Pd                  | Averti              | Carton rouge        | MJ    | B     | Pd    | Averti | Carton rouge |
| -- | ---- | -------------------- | ------- | ------- | ------- | ------- | ------------ | --------------- | --------------- | --------------- | --------------- | --------------- | ------------------- | ------------------- | ------------------- | ------------------- | ------------------- | ----- | ----- | ----- | ------ | ------------ |
| 40 |      | Marco Bizot          | 32      | 0       | 0       | 4       | 0            | 0               | 0               | 0               | 0               | 0               | 9                   | 0                   | 0                   | 0                   | 0                   | 42    | 0     | 0     | 4      | 0            |
| 30 |      | Grégoire Coudert     | 2       | 0       | 0       | 0       | 0            | 4               | 0               | 0               | 0               | 0               | 1                   | 0                   | 0                   | 0                   | 0                   | 7     | 0     | 0     | 0      | 0            |
| 50 |      | Noah Jauny           | 0       | 0       | 0       | 0       | 0            | 0               | 0               | 0               | 0               | 0               | 0                   | 0                   | 0                   | 0                   | 0                   | 0     | 0     | 0     | 0      | 0            |
| 2  |      | Bradley Locko        | 2       | 0       | 0       | 1       | 0            | 0               | 0               | 0               | 0               | 0               | Pas inscrit         | Pas inscrit         | Pas inscrit         | Pas inscrit         | Pas inscrit         | 2     | 0     | 0     | 1      | 0            |
| 5  |      | Brendan Chardonnet   | 27      | 1       | 0       | 6       | 0            | 3               | 1               | 1               | 0               | 0               | 9                   | 0                   | 0                   | 2                   | 0                   | 39    | 2     | 1     | 8      | 0            |
| 44 |      | Soumaïla Coulibaly   | 7       | 0       | 0       | 1       | 0            | 1               | 0               | 0               | 1               | 0               | 8                   | 0                   | 0                   | 0                   | 0                   | 16    | 0     | 0     | 2      | 0            |
| 3  |      | Abdoulaye Ndiaye     | 22      | 1       | 0       | 4       | 1            | 3               | 0               | 0               | 1               | 0               | 2                   | 0                   | 0                   | 1                   | 0                   | 27    | 1     | 0     | 6      | 1            |
| 7  |      | Kenny Lala           | 30      | 3       | 2       | 5       | 0            | 2               | 0               | 0               | 0               | 0               | 8                   | 0                   | 0                   | 1                   | 0                   | 40    | 3     | 2     | 6      | 0            |
| 22 |      | Massadio Haidara     | 22      | 0       | 0       | 3       | 2            | 1               | 0               | 0               | 0               | 0               | 8                   | 0                   | 0                   | 2                   | 0                   | 31    | 0     | 0     | 5      | 2            |
| 23 |      | Jordan Amavi         | 11      | 0       | 0       | 2       | 0            | 1               | 0               | 1               | 0               | 0               | 1                   | 0                   | 0                   | 0                   | 0                   | 13    | 0     | 1     | 2      | 0            |
| 25 |      | Julien Le Cardinal   | 16      | 0       | 1       | 3       | 0            | 1               | 0               | 0               | 0               | 0               | 4                   | 1                   | 0                   | 4                   | 0                   | 21    | 1     | 1     | 7      | 0            |
| 12 |      | Luck Zogbé           | 13      | 0       | 0       | 2       | 0            | 4               | 0               | 0               | 0               | 0               | 1                   | 0                   | 0                   | 0                   | 0                   | 18    | 0     | 0     | 2      | 0            |
| 18 |      | Justin Bourgault     | 2       | 1       | 0       | 0       | 0            | 1               | 0               | 0               | 1               | 0               | Pas inscrit         | Pas inscrit         | Pas inscrit         | Pas inscrit         | Pas inscrit         | 3     | 1     | 0     | 1      | 0            |
| 20 |      | Pierre Lees-Melou    | 20      | 2       | 2       | 7       | 0            | 3               | 0               | 0               | 0               | 0               | 5                   | 1                   | 0                   | 1                   | 0                   | 28    | 3     | 2     | 8      | 0            |
| 21 |      | Romain Faivre        | 20      | 3       | 2       | 2       | 0            | 4               | 0               | 1               | 0               | 0               | 8                   | 0                   | 0                   | 0                   | 0                   | 32    | 3     | 3     | 2      | 0            |
| 45 |      | Mahdi Camara         | 34      | 5       | 3       | 5       | 0            | 3               | 0               | 0               | 0               | 0               | 10                  | 1                   | 1                   | 2                   | 0                   | 47    | 6     | 4     | 7      | 0            |
| 8  |      | Hugo Magnetti        | 32      | 1       | 0       | 5       | 0            | 4               | 0               | 0               | 1               | 0               | 10                  | 1                   | 1                   | 0                   | 0                   | 46    | 2     | 1     | 6      | 0            |
| 9  |      | Kamory Doumbia       | 30      | 3       | 2       | 1       | 0            | 4               | 0               | 0               | 0               | 0               | 10                  | 0                   | 0                   | 0                   | 0                   | 40    | 3     | 2     | 1      | 0            |
| 6  |      | Edimilson Fernandes  | 19      | 0       | 1       | 1       | 0            | 3               | 0               | 0               | 0               | 0               | 10                  | 1                   | 0                   | 0                   | 0                   | 32    | 1     | 1     | 1      | 0            |
| 28 |      | Jonas Martin         | 17      | 1       | 0       | 2       | 0            | 1               | 0               | 0               | 0               | 0               | 5                   | 0                   | 0                   | 0                   | 0                   | 23    | 1     | 0     | 2      | 0            |
| 33 |      | Hamidou Makalou      | 4       | 0       | 0       | 0       | 0            | 0               | 0               | 0               | 0               | 0               | Pas inscrit         | Pas inscrit         | Pas inscrit         | Pas inscrit         | Pas inscrit         | 4     | 0     | 0     | 0      | 0            |
| 10 |      | Romain Del Castillo  | 26      | 6       | 4       | 0       | 0            | 1               | 0               | 1               | 0               | 0               | 7                   | 0                   | 0                   | 1                   | 0                   | 34    | 6     | 5     | 1      | 0            |
| 17 |      | Abdallah Sima        | 27      | 7       | 2       | 2       | 0            | 4               | 2               | 0               | 1               | 0               | 9                   | 3                   | 0                   | 1                   | 0                   | 40    | 12    | 2     | 4      | 0            |
| 14 |      | Mama Baldé           | 27      | 2       | 3       | 4       | 0            | 4               | 0               | 0               | 1               | 0               | 9                   | 0                   | 2                   | 0                   | 0                   | 40    | 2     | 5     | 4      | 0            |
| 34 |      | Ibrahim Salah        | 12      | 1       | 1       | 0       | 0            | 3               | 1               | 0               | 0               | 0               | 6                   | 0                   | 0                   | 1                   | 0                   | 20    | 2     | 1     | 1      | 0            |
| 19 |      | Ludovic Ajorque      | 31      | 13      | 2       | 5       | 0            | 4               | 1               | 0               | 0               | 0               | 8                   | 0                   | 3                   | 3                   | 0                   | 43    | 14    | 5     | 8      | 0            |
| 26 |      | Mathias Pereira Lage | 29      | 2       | 7       | 4       | 0            | 4               | 1               | 1               | 0               | 0               | 9                   | 1                   | 0                   | 1                   | 0                   | 42    | 4     | 8     | 5      | 0            |
| ?  |      | Serigne Diop         | 2       | 0       | 0       | 0       | 0            | 0               | 0               | 0               | 0               | 0               | 0                   | 0                   | 0                   | 0                   | 0                   | 2     | 0     | 0     | 0      | 0            |